# Brandsen (partido)
Brandsen (Partido de Coronel Brandsen) is een partido in de Argentijnse provincie Buenos Aires. Het bestuurlijke gebied telt 23.500 inwoners. Tussen 1991 en 2001 steeg het inwoneraantal met 22,2 %.

## Plaatsen in partido Brandsen
- Altamirano
- Barrio Las Golondrinas
- Barrio Los Bosquecitos
- Barrio Parque Las Acacias
- Brandsen
- Doyhenard
- El Chaja
- Gobernador Obligado
- Gómez
- Gómez de la Vega
- Jeppener
- La Parada
- La Pepita
- Oliden
- Samborombón